# Sarah Mytton Maury
Sarah Mytton Maury (Liverpool, 1 de novembro de 1801 — Fredericksburg, 21 de setembro de 1849) foi uma escritora britânica.